# 狂獣 欲望の海域
『狂獣 欲望の海域』（原題：狂獸、The Brink）は2017年の香港映画。

## 概要
海底に眠る金塊をめぐって繰り広げられる、刑事と密輸団の死闘を描いたクライムアクション。

副監督として活躍していたジョナサン・リーの初監督作品。長く日の目を見なかったマックス・チャンの香港電影金像奨受賞後・初の主演作品でもある。

## ストーリー
金塊の密輸を追っている重案課刑事の張皓東は無茶な捜査の末に犯人と警官を事故で死なせてしまう。張皓東はその粗暴さ故に同僚からも避けられ〝西狗（サイガウ）”と呼ばれていたが、拘置所の中で「残された家族の為にも犬の様に犯人に食らいつく」と改めて心に決める。また、殺してしまった犯人の娘を養女にし、父親代わりに資金援助をしていたが「支援は同情からの行為なのか？今まであの男が父親だった事など無い」と彼女に告げられると「そんな事は自分の知るところでは無い」と返すのだった。

　現場に復帰した西狗は辞表を出したばかりの唯一の相棒・阿徳（アダ）を無理やり説得し捜査に同行させる。

　一方、密輸団で金塊の輸送を取り仕切る蛋民の男〝江貴成（コン・グァイセン）”は血の繋がっていない弟・勝仔を伴い、引き上げた金塊を人目の付かない島へ降ろしていた。父親の陳水勝は病気により引退し、養子である貴成と実子の勝仔に仕事を引き継ぐとしていたが、実際はこの時江貴成を始末しようと目論んでいたのだ。「子供の頃、溺れているお前を助けずこの自分を助けたのは、お前なら自分でどうにかすると親父は理解していたからだ」という勝仔に貴成は「あの時溺れながら、空に天后を見た。それ以来天后は俺を見守っている」と応えると陳親子に反撃を開始するのだった。

　捜査を続ける西狗は貴成を追ううちに陳水勝を捕らえたものの、今度は阿徳を目の前で拉致されてしまう。阿徳救出のために頼る人間の居ない西狗は一人で動こうとするが、「お前だけでなく自分も阿徳を助けたいと思っている」という上司・陳耀輝の提案を受け入れ重案課のチームで動くことになる。

　同刻、貴成は仲間の阿雪を案じて香港を離れるように告げるが、阿雪は残る事を選ぶ。そうして西狗と貴成の取引が始まる。西狗は陳水勝を連れて貴成の指示に従うが、作戦は失敗し陳水勝は事故により死亡、阿徳の安否も分からないまま貴成を取り逃がしてしまう。貴成の真の目的は、連れ出された陳水勝が密輸団のトップである〝鬼（グァイ）”と密かに連絡を取っている無線を傍受し、鬼の居場所を特定する事だったのである。

　捜査本部に戻った西狗は捜査の中断と阿徳に関する裏切りの疑惑を聞くが「もし犯罪を犯しているのならば自分の手で阿徳を捕まえる」と部屋を飛び出す。阿徳のすさんだ自宅を確認した後、養女の可言に会いにゆくがその時に妊娠している事を告げられる。西狗は動揺しながらも自分で選択する事を促し、「自分が正しいと思うなら、その考えを通せ」と諭すのだった。一方貴成は、状況の悪化に阿雪を強制的にタイ行きの船に乗せる。抵抗する阿雪に「自分が信じているものは自分の手に掴める物だけであり、お前の望んでいるものは与えてやれない」と告げる。

　貴成を再び一人で追おうとする西狗と、阿雪を拒絶する貴成。公海に沈む金塊を中心に鬼・貴成・西狗の三つ巴の状態は果たして…それぞれの思惑と信じる物の為に男達は戦いに出向く。

## 登場人物
| 役名                    | 説明 | 俳優                      |
| ----------------------- | --- | ------------------------- |
| 西狗（サイガウ）        | 本名は張浩東。 気性の荒さと型破りな行動で同僚からも孤立している。6か月前に事件を起こし停職中だったが、復帰し金塊の密輸事件を追う。 事故で死亡せてしまった犯人の娘・可言の養父。最初は経済的支援のみだったが、次第に歩み寄って行く。 | マックス・チャン （張晉） |
| 貴成（グァイセン）      | 本名は江貴成。 蛋民で密輸団の一員。陳水勝の養子だが、実子の勝仔と陳水勝に反目し殺害。子供の頃に溺れながら見た天后を信心している。顔に大きな傷がある。                                                                               | ショーン・ユー （余文樂） |
| 阿徳（アダ）            | 本名は嚴志德。 西狗の相棒だが、マカオのカジノで大金を手に入れて辞職表を出していた。実際はそれ以上の借金がありヨーロッパに逃亡する予定だった。西狗に捜査の手伝いを頼み込まれ、同行するが事件に巻き込まれ拉致されてしまう。           | ウー・ユエ （吳樾）       |
| 雪（シュエ）            | 江貴成の仲間。貴成を想っており、最後まで手助けしたいと思っている。左手に障害がある。 | ジャニス・マン （文詠珊） |
| 鬼（グァイ）            | 密輸団の首領。陳水勝とは義兄弟。公海に置くギャンブル船を根城にしている。 | 倉田保昭                  |
| （陳耀輝） （特別演出） | 西狗と阿徳の上司。 西狗は「現場を知らない試験だけで昇進した上司」として毛嫌いしてる。西狗がやり過ぎない様に監視＆バックアップ待機しているが、実際心配している部分もあり一人で事件に立ち向かおうとする西狗を手伝う。                 | ラム・カートン （林家棟） |
| （陳水勝）              | 貴成と勝仔の父親。 蛋民であり、海に隠された金塊の引き上げを任されている。鬼とは義兄弟。 体を壊しており、仕事を子供に任せ引退する予定だった。                                                                                        | タイ・ポー （太保）       |
| （勝仔） （友情演出）   | 陳水勝の実子。 血のつながらない兄・貴成を疎ましく思っている。 | デレク・ツァン （曾國祥） |
| （可言）                | 西狗の養女。 18歳だが子供を妊娠しており、堕胎をする事が正しいのだろうと思いつつ出産するか迷っている。 | セシリア・ソ （蘇麗珊）   |

## DVDリリース
販売元はソニー・ピクチャーズ_エンタテインメント_(日本)
- 「狂獣 欲望の海域」（2019年4月3日発売）